# Dante Panzeri
Dante Panzeri (Las Varillas, Córdoba, 5 de noviembre de 1921-Buenos Aires, 14 de abril de 1978) fue un periodista deportivo argentino, que se destacó por la influencia de sus opiniones, en especial desde la revista El Gráfico. Su idea del fútbol como «dinámica de lo impensado» tuvo una gran incidencia en el modo rioplatense de ver ese juego.

## Biografía
Nacido en Las Varillas, pueblo cordobés, pasó su infancia y adolescencia en San Francisco, cabecera del departamento San Justo, en el límite con la provincia de Santa Fe. Antes de los veinte años ya se había trasladado a Buenos Aires. Con la muerte prematura del padre debió abandonar el colegio al terminar la primaria. Salió a trabajar para ayudar en la casa. Repartió fiambre en una bicicleta y fue cadete en el diario local. Le gustaba jugar al fútbol en las canchas polvorientas del pueblo. Los domingos iba hasta el bar frente a la plaza para escuchar las transmisiones radiales de los partidos. Después durante la semana leía en El Gráfico a Frascara, Borocotó, Last Reason, Chantecler
Se incorporó a la revista El Gráfico a principios de la década del '40, donde estuvo varios años redactando sobre atletismo, ciclismo, natación y otras actividades no tan populares como el fútbol, sobre el que comenzó a escribir mucho después los artículos que lo harían famoso, cambiando totalmente el modo de criticarlo, profundizando el análisis. 
A fines de esa década ya era el tercero, detrás del mítico Borocotó y el prestigioso Félix Daniel Frascara, y en las postrimerías de los años '50 se transformó en director de la revista. Impulsó, como tal, el ingreso a la misma de otros importantes periodistas deportivos, como Pepe Peña, Ernesto Lazzatti y Osvaldo Ardizzone.
En 1956, Panzeri fue interventor de la Federación Argentina de Ciclismo, durante la dictadura militar de Pedro Aramburu.
En 1962, luego del Mundial de Chile, renunció a la revista, decisión que sorprendió a todo el mundo del deporte. Ocurrió que lo presionaron para que publicara un volante con propaganda del entonces Ministro de Economía Álvaro Alsogaray y él se negó, por considerar que se desvirtuaba la filosofía de la revista. Inmediatamente después de abandonar la redacción de ese medio, siguió ejerciendo el periodismo en otras publicaciones importantes de la época, como la revista Así. En 1965 tuvo su propio programa de televisión, Discusiones por deporte, por Canal 7. En 1966 trabajó como corresponsal del diario Crónica de Buenos Aires en el Mundial de Inglaterra de ese año.
En la década del '70, Panzeri trabajó en diversos medios, como el diario La Opinión y Satiricón, realizó colaboraciones para la revista Goles, y fue jefe de deportes del diario La Prensa hasta su fallecimiento en 1978. En radio participó en Radioshow (1976), por Radio Del Plata, y en televisión fue columnista en Canal 11 en su microprograma Con hacha y tiza (1974).
Debido a su carácter firme e intransigente, fueron célebres sus enfrentamientos públicos con dirigentes del fútbol como Raúl H. Colombo y Alberto J. Armando, y con colegas suyos como Bernardo Neustadt y Pepe Peña.
Fue uno de los pocos personajes públicos (junto al escritor Jorge Luis Borges o el economista Juan Alemann) que se opusieron a la realización del Mundial 78 en la Argentina. Creía que era un dispendio de dinero que Argentina no se podía permitir, dado que había otras prioridades. Dante Panzeri murió el 14 de abril de 1978, a los 56 años, justo antes del comienzo del Mundial 78.  Le habían descubierto cáncer de pulmón a mediados de 1977. Los últimos meses trabajó vendiendo seguros; su último trabajo en el periodismo deportivo había sido como jefe de deportes del diario La Prensa

## Libros
- Fútbol, dinámica de lo impensado (1967); uno de los más influyentes en la historia futbolística del país.
- Burguesía y gangsterismo en el deporte (1974).